# Schlossfreiheit

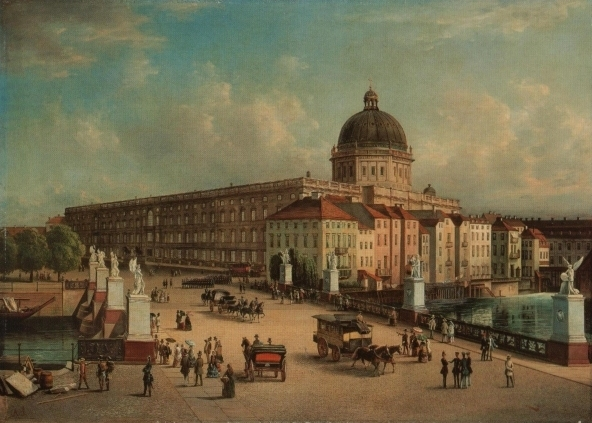
Vy över Schlossbrücke med Berliner Stadtschloss (efter 1853)

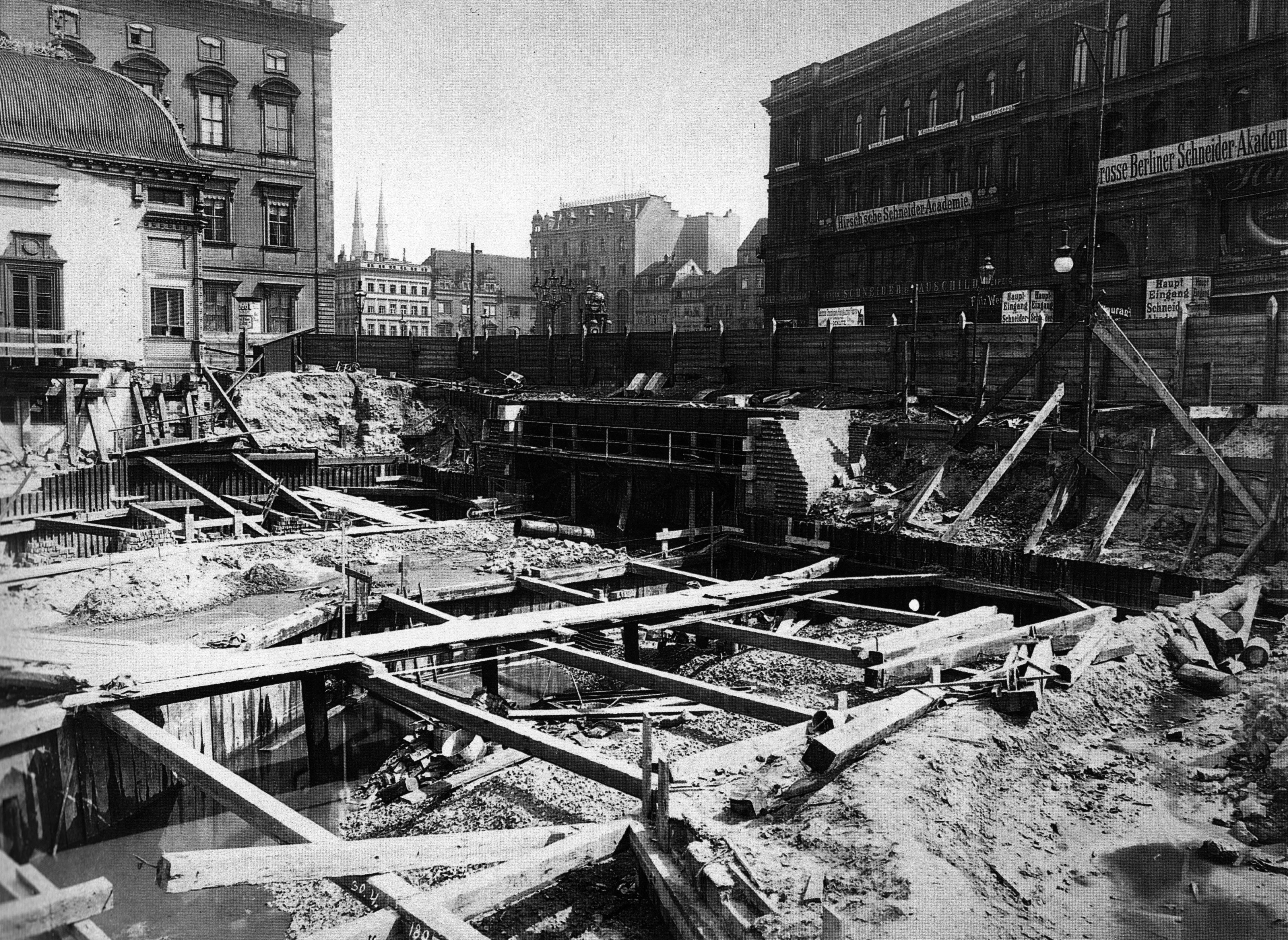
Rivningen av den tidigare Schlossfreiheit 1896

Schlossfreiheit är ett tidigare namn på platsen mellan Berliner Stadtschloss och Kaiser-Wilhelm-Nationaldenkmal, två byggnadsverk som båda revs 1950. Platsen kallas från 1994 Schlossplatz, vilket ursprungligen var namnet på den plats som låg söder om slottet. 
Eftersom kurfursten Fredrik Vilhelm I av Brandenburg ville ha mer folkliv i närheten av slottet, lät han från 1672 uppföra en bebyggelse längs Spreekanalen, vilken kallades Schlossfreiheit. Husen blev dyra att bygga, då marken låg på sumpig mark och kurfursten hade därför befriat ägarna från olika skatter och förpliktelser. I husen bodde hovfolk och adliga under så kallad "Burgfreiheit" fram till upprättandet av Königlichen Residenz Berlin 1709. 
Kejsaren Vilhelm II tyckte inte om de förhållandevis små hus, som störde utsikten från Berlins stadsslott. De revs från juni 1894 för uppförandet av Kaiser-Wilhelm-Nationaldenkmal till minne av hans farfar Vilhelm I.